# Guido Brandolini
Guido Brandolini (1452 – Lovadina, 1503) è stato un condottiero italiano.

## Biografia
Era il primogenito di Cecco e di Filippa Trissino. I Brandolini erano originari di Bagnacavallo, in Romagna, ma si erano trasferiti nel Trevigiano quando la Serenissima aveva conferito a Brandolino Conte il feudo di Valmareno.
Fu avviato, secondo la tradizione di famiglia, alla carriera militare e seguì l'esempio del padre combattendo sempre al servizio della Repubblica di Venezia. Scarse sono le notizie attorno alle sue prime esperienze belliche: nel 1476, con il fratello Gianconte, otteneva dal doge l'autorizzazione a stipulare contratti militari fuori dallo Stato, ma non sappiamo se i due ne avessero approfittato. Forse militarono per un periodo presso il duca di Milano Gian Galeazzo Sforza, ma si trattò sicuramente di una breve parentesi.
È invece documentata la sua partecipazione alla guerra di Ferrara, combattuta da Venezia contro Milano e gli Estensi per le mire di quest'ultima sul Polesine. Combatté, affiancato da Gianconte, dapprima nel Bresciano, quindi nel Ferrarese.
La posizione strategica del feudo dei Brandolini, importante base per le operazioni veneziane in Friuli, nonché una delle principali vie di comunicazione tra la Marca Trevigiana e i domini più meridionali degli Asburgo, fu certamente tra le motivazioni che li rese protagonisti nella guerra che oppose questi ultimi alla Serenissima.
Nel 1487 Guido e i suoi fratelli combatterono agli ordini di Giulio di Varano e poi di Roberto di Sanseverino per difendere il Trentino contro il conte tirolese Sigismondo d'Austria. La campagna fu un insuccesso per i Veneziani e i Brandolini dovettero ritirarsi presso Serravalle da dove, grazie al prezioso aiuto dei loro valligiani, organizzarono scorrerie e azioni di disturbo lungo le vie di comunicazione con il Tirolo, permettendo così ai Veneziani di ottenere delle condizioni favorevoli nella pace siglata il 14 novembre dello stesso anno.
Dopo un periodo di quiete, nel 1495 riprese il servizio attivo combattendo per la Lega costituita contro Carlo VIII di Francia guerra del 1494-1498. Con il fratello Ettore, fu alla testa di centosessanta cavalli che diresse nella battaglia di Fornovo; dopo questo evento, rimase di stanza nel Bergamasco con il grosso dell'esercito veneziano, mentre i suoi fratelli combattevano nel Regno di Napoli contro le ultime milizie francesi rimaste in Italia.
Nel 1498 stipulò una nuova condotta con la Repubblica che aveva deciso di intervenire nella guerra tra Pisa e Firenze contro quest'ultima. Affiancato da Gianconte e da altri condottieri, scagliò un'offensiva sull'Appennino tosco-emiliano che si risolse vittoriosamente nella battaglia di Bibbiena. La stagione avversa impedì ai Veneziani di raggiungere il pieno successo, ma il Brandolini riuscì comunque, in dicembre, ad occupare la rocca di Caresto.
Durante l'inverno si ritirò con le truppe a Ravenna, inviando proteste al governo per il ritardo delle paghe.
Successivamente, messo a capo di quattrocentocinquanta stradiotti e appoggiato dai più modesti contingenti dei fratelli, ebbe il compito di fronteggiare l'invasione ottomana in Friuli. La netta superiorità numerica del nemico costrinse i Brandolini ad attestarsi presso i centri e gli snodi viari più importanti e a limitarsi a delle fulminee operazioni di disturbo. Ma furono proprio questi martellanti attacchi a impedire ai Turchi, che erano pur riusciti a raggiungere il Piave, il consolidamento delle conquiste sicché, nel giro di qualche tempo, furono costretti a tornare nelle loro piazzeforti dei Balcani.
Nel periodo successivo continuò a militare sotto Venezia senza tuttavia partecipare ad altri eventi bellici. La Serenissima, infatti, cercava di risparmiare le proprie forze di fronte a una situazione internazionale sempre più difficile, con la politica aggressiva di Luigi XII di Francia, le tensioni con Massimiliano I d'Asburgo, la continua minaccia dei Turchi. Il Brandolini, tuttavia, non fece in tempo a tornare in guerra perché morì nel 1503, mentre si trovava nel Trevigiano acquartierato con le proprie truppe. Per decisione del Collegio dei Savi la sua condotta passò ai fratelli Ettore e Gianconte.
Aveva sposato Samaritana Zabarella, padovana di nobile famiglia, ma non ebbe figli.